# Dème de Páos
Le dème de Páos, en grec moderne : Δήμος Παΐων / Dímos Paḯon, est un village et un ancien dème du dème de Kalávryta, district régional d’Achaïe, en Grèce-Occidentale.
Selon le recensement de 2011, la population du dème compte 1 055 habitants tandis que celle du village s'élève à 253 habitants.